# Senegal op de Olympische Zomerspelen 2024
Senegal nam deel aan de Olympische Zomerspelen 2024 in Parijs, Frankrijk.

## Aantal Deelnemers
Hieronder volgt een overzicht van de atleten die zich reeds gekwalificeerd hebben voor de Olympische Zomerspelen van 2024.
| sport       | mannen | vrouwen | totaal |
| ----------- | ------ | ------- | ------ |
| Atletiek    | 2      | 1       | 3      |
| Judo        | 1      | 0       | 1      |
| Kanovaren   | 1      | 1       | 2      |
| Schermen    | 0      | 1       | 1      |
| Taekwondo   | 1      | 0       | 1      |
| Tafeltennis | 1      | 0       | 1      |
| Zwemmen     | 1      | 1       | 2      |
| totaal      | 7      | 4       | 11     |

## Deelnemers en Resultaten

### Atletiek

#### Loopnummers
Mannen
| atleet               | onderdeel    | series | series | herkansingen | herkansingen | halve finale | halve finale | finale         | finale         |
| atleet               | onderdeel    | tijd   | rang   | tijd         | rang         | tijd         | rang         | tijd           | rang           |
| -------------------- | ------------ | ------ | ------ | ------------ | ------------ | ------------ | ------------ | -------------- | -------------- |
| Cheikh Tidiane Diouf | 400 m        | 45,59  | 5 H    | 45,03        | 2 q          | 44,94        | 6            | niet geplaatst | niet geplaatst |
| Louis François Mendy | 110 m horden | 13,31  | 1 Q    | bye          | bye          | 13,34        | 3            | niet geplaatst | niet geplaatst |

#### Technische nummers
Vrouwen
| atlete    | onderdeel        | kwalificaties | kwalificaties | finale         | finale         |
| atlete    | onderdeel        | afstand       | rang          | afstand        | rang           |
| --------- | ---------------- | ------------- | ------------- | -------------- | -------------- |
| Saly Sarr | hinkstapspringen | 13,96         | 17            | niet geplaatst | niet geplaatst |

### Judo
Mannen
| atleet          | onderdeel | eerste ronde         | tweede ronde         | derde ronde           | kwartfinale          | halve finale         | herkansing           | finale / BM          | finale / BM    |
| atleet          | onderdeel | tegenstander uitslag | tegenstander uitslag | tegenstander uitslag  | tegenstander uitslag | tegenstander uitslag | tegenstander uitslag | tegenstander uitslag | rang           |
| --------------- | --------- | -------------------- | -------------------- | --------------------- | -------------------- | -------------------- | -------------------- | -------------------- | -------------- |
| Mbagnick Ndiaye | +100 kg   | bye                  | Mane W 10 - 00       | Tushishvili V 00 - 10 | niet geplaatst       | niet geplaatst       | niet geplaatst       | niet geplaatst       | niet geplaatst |

### Kanovaren

#### Kayak Cross
| atleet       | onderdeel     | tijdrit | tijdrit | ronde 1 | herkansingen | serie | kwartfinale    | halve finale   | finale         | finale         |
| atleet       | onderdeel     | tijd    | rang    | rang    | rang         | rang  | rang           | rang           | rang           | rang           |
| ------------ | ------------- | ------- | ------- | ------- | ------------ | ----- | -------------- | -------------- | -------------- | -------------- |
| Yves Bourhis | KX-1 (mannen) | 78,15   | 31      | 2 Q     | bye          | 3     | niet geplaatst | niet geplaatst | niet geplaatst | niet geplaatst |

#### Slalom
Mannen
| atleet       | onderdeel  | series | series | series | series | series    | series | halve finale   | halve finale   | finale         | finale         |
| atleet       | onderdeel  | run 1  | rang   | run 2  | rang   | beste run | rang   | tijd           | rang           | tijd           | rang           |
| ------------ | ---------- | ------ | ------ | ------ | ------ | --------- | ------ | -------------- | -------------- | -------------- | -------------- |
| Yves Bourhis | C-1 slalom | 94,68  | 9      | 92,14  | 2      | 92,14     | 5 Q    | 99,51          | 9 Q            | 145,78         | 12             |
| Yves Bourhis | K-1 slalom | 150,11 | 24     | 97,85  | 18     | 97,85     | 22     | niet geplaatst | niet geplaatst | niet geplaatst | niet geplaatst |

#### Sprint
Vrouwen
| atlete     | onderdeel | series | series | kwartfinale | kwartfinale | halve finale   | halve finale   | finale         | finale         |
| atlete     | onderdeel | tijd   | rang   | tijd        | rang        | tijd           | rang           | tijd           | rang           |
| ---------- | --------- | ------ | ------ | ----------- | ----------- | -------------- | -------------- | -------------- | -------------- |
| Combe Seck | C-1 200 m | 54,76  | 7      | 53,82       | 7           | niet geplaatst | niet geplaatst | niet geplaatst | niet geplaatst |

### Schermen
Vrouwen
| atleet              | onderdeel | eerste ronde         | tweede ronde         | derde ronde          | kwartfinale          | halve finale         | finale / BM          | finale / BM    |
| atleet              | onderdeel | tegenstander uitslag | tegenstander uitslag | tegenstander uitslag | tegenstander uitslag | tegenstander uitslag | tegenstander uitslag | rang           |
| ------------------- | --------- | -------------------- | -------------------- | -------------------- | -------------------- | -------------------- | -------------------- | -------------- |
| Ndèye Binta Diongue | degen     | Hussein V 14 - 15    | niet geplaatst       | niet geplaatst       | niet geplaatst       | niet geplaatst       | niet geplaatst       | niet geplaatst |

### Taekwondo
Mannen
| atleet      | onderdeel | kwalificatie             | eerste ronde         | kwartfinale          | halve finale         | herkansing           | finale / BM          | finale / BM    |
| atleet      | onderdeel | tegenstander uitslag     | tegenstander uitslag | tegenstander uitslag | tegenstander uitslag | tegenstander uitslag | tegenstander uitslag | rang           |
| ----------- | --------- | ------------------------ | -------------------- | -------------------- | -------------------- | -------------------- | -------------------- | -------------- |
| Boucar Diop | -58 kg    | Korneev V 0 - 2 3-6, 0-5 | niet geplaatst       | niet geplaatst       | niet geplaatst       | niet geplaatst       | niet geplaatst       | niet geplaatst |

### Tafeltennis
Mannen
| atleet        | onderdeel | voorronde            | eerste ronde         | tweede ronde         | derde ronde          | kwartfinale          | halve finale         | finale / BM          | finale / BM    |
| atleet        | onderdeel | tegenstander uitslag | tegenstander uitslag | tegenstander uitslag | tegenstander uitslag | tegenstander uitslag | tegenstander uitslag | tegenstander uitslag | rang           |
| ------------- | --------- | -------------------- | -------------------- | -------------------- | -------------------- | -------------------- | -------------------- | -------------------- | -------------- |
| Ibrahima Diaw | enkelspel | Shrestha W 4 - 0     | Wong C-t V 3 - 4     | niet geplaatst       | niet geplaatst       | niet geplaatst       | niet geplaatst       | niet geplaatst       | niet geplaatst |

### Zwemmen
Mannen
| Atleet        | Onderdeel        | Series | Series | Halve finale   | Halve finale   | Finale         | Finale         |
| Atleet        | Onderdeel        | Tijd   | Rang   | Tijd           | Rang           | Tijd           | Rang           |
| ------------- | ---------------- | ------ | ------ | -------------- | -------------- | -------------- | -------------- |
| Matthieu Seye | 100 m vrije slag | 50,84  | 51     | Niet geplaatst | Niet geplaatst | Niet geplaatst | Niet geplaatst |

Vrouwen
| Atleet    | Onderdeel         | Series  | Series | Halve finale   | Halve finale   | Finale         | Finale         |
| Atleet    | Onderdeel         | Tijd    | Rang   | Tijd           | Rang           | Tijd           | Rang           |
| --------- | ----------------- | ------- | ------ | -------------- | -------------- | -------------- | -------------- |
| Oumy Diop | 100 m vlinderslag | 1.01,82 | 27     | Niet geplaatst | Niet geplaatst | Niet geplaatst | Niet geplaatst |